# Cervélo

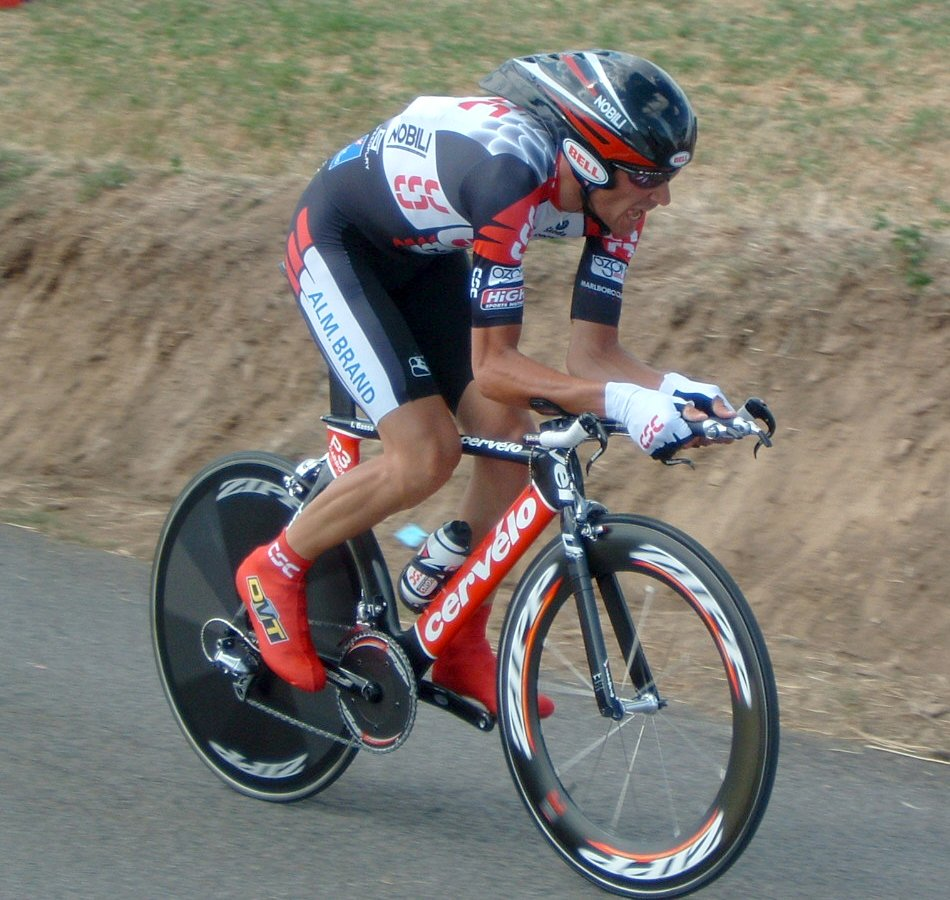
O ciclista italiano Ivan Basso da CSC na sua bicicleta Cervélo P3C durante a etapa 20 da Tour de France de 2005.

Cervélo Cycles é um fabricante canadense de quadros de bicicletas de corrida, que iniciou suas operações em 1995 e está atualmente localizada na cidade de Toronto. Seus fundadores Phil White e Gérard Vroomen atuam como "co-CEOs" e continuam a controlar a empresa.
Inicialmente dedicada a desenvolver bicicletas de contra relógio, desde 2002, A Cervélo também foi fornecendo quadros para equipe de ciclismo profissional, da Dinamarca Team CSC. Os produtos Cervélo combinam peças e materiais de última geração, como fibra de carbono, software computacionais CAD e de concepções dinâmicas de fluidos, juntamente com um elevado orçamento de pesquisa e desenvolvimento. A empresa faz extensivos testes de baixa velocidade do vento em seus quadros, em túnel de vento no San Diego Air and Space Technology Center, na Califórnia. Os quadros Cervélo são fabricados na República Popular da China, como a grande maioria dos seus concorrentes.
As características mais distintivas dos quadros Cervélo são seus quadros compactos e estreitos em forma de gota aerodinamicamente moldada encontrado nos tubos inferiores, que podem ser visto nos quadros Soloist e da série 'P'. A Cervélo não utiliza os perfis aerodinâmicos da NACA (National Advisory Committee for Aeronautics - Comitê Consultivo Nacional para a Aeronáutica), que são concebidos para velocidades muito mais altas do que os que são alcançados em uma bicicleta.
Quadros Cervélo atuais:
- 1: Série R: o total de carbono RS, R3 e R3-SL.
- 2: Série S (quadro aerodinâmico de estrada): S1 (alumínio) e completo em carbono S2 e S3.
- 3: Série P (Contra Relógio / Triatlo / Pista): P1 (Alumínio), completo em carbono P2, P3, P4 e P3C Track (somente em provas de pista). Estes modelos são projetados para maximizar a aerodinâmica.

O marketing da Cervélo tem sido abordado com diferentes estratégias. Primeiro, o seu patrocínio a atletas de nível elite, mais notavelmente Team CSC, que levou ao reconhecimento generalizado da marca. Na publicidade, eles têm focado seus esforços em educar os consumidores sobre a aerodinâmica e da pesquisa e desenho que se passa em seus quadros.

## Sucesso Internacional
Em 13 de outubro de 2007 a triatleta Chrissie Wellington, do Reino Unido, ganhou o Campeonato Mundial Ford Ironman em Kailua-Kona, Havaí. Sua bicicleta durante os 180 km de ciclismo foi uma Cervélo P2C com a qual ela fez o mais rápido tempo entre as mulheres profissionais, de 5:06:15, mais de 4 minutos mais rápido do que a seu adversária mais próxima.
Em 27 de julho de 2008 o ciclista Carlos Sastre da Espanha venceu o Tour de France montando um quadro Cervelo R3-SL. Isto marcou pela primeira vez que uma Cervélo foi montada para vencer um Tour.
Muito devido ao sucesso obtido no Tour de France, foi criada uma nova equipe de ciclismo, a Cervélo TestTeam. Os dois maiores nomes que assinaram com a equipe, até então, são Carlos Sastre e o norueguês Thor Hushovd.